# Anthony Mackie
Anthony Dwane Mackie (* 23. září 1978 New Orleans, Louisiana) je americký herec.
Roku 2002 získal cenu Obie za svůj výkon v divadelní hře Talk od Carla Hancocka Ruxe. Na stříbrném plátně se poprvé objevil téhož roku ve snímku 8. míle, v hlavní roli se představil roku 2004 ve filmu Brother to Brother. V dalších letech hrál například ve snímcích Manchurianský kandidát (2004), Million Dollar Baby (2004), Oko dravce (2008), Smrt čeká všude (2008), Správci osudu (2011), Ocelová pěst (2011) nebo Muž na hraně (2012). Od roku 2014 hraje ve filmové sérii Marvel Cinematic Universe postavu Sama Wilsona / Falcona – jedná se o snímky Captain America: Návrat prvního Avengera (2014), Avengers: Age of Ultron (2015), Ant-Man (2015), Captain America: Občanská válka (2016), Avengers: Infinity War (2018), Avengers: Endgame (2019) a v seriálu Falcon a Winter Soldier (2021).

## Filmografie

### Film
| Rok  | Název                                    | Role                        | Poznámky |
| ---- | ---------------------------------------- | --------------------------- | --- |
| 2002 | 8. míle                                  | Papa Doc / Clarence         | |
| 2003 | Crossing                                 | Cass                        | |
| 2003 | Detektivové z Hollywoodu                 | zabiják „Joker“             | |
| 2004 | Brother to Brother                       | Perry                       | nominace – Independent Spirit Award v kategorii objev roku nominace – Gotham Independent Film Award v kategorii objev roku |
| 2004 | Manchurianský kandidát                   | PFC Robert Baker            | |
| 2004 | Nesnáší mne                              | John Henry „Jack“ Armstrong | nominace – Black Reel Award v kategorii objev roku |
| 2004 | Ztracený ráj                             | Hammer                      | |
| 2004 | Million Dollar Baby                      | Shawrelle Berry             | |
| 2005 | Policajtem proti své vůli                | Booty                       | |
| 2006 | Ve stínu pravdy                          | Billy Williams              | |
| 2006 | Half Nelson                              | Frank                       | |
| 2006 | Pád nebes                                | William Lee                 | |
| 2006 | Návrat na vrchol                         | Nate Ruffin                 | |
| 2006 | Crossover                                | Tech                        | |
| 2007 | Ascension Day                            | Nathaniel „Nat“ Turner      | |
| 2008 | Oko dravce                               | major William Bowman        | |
| 2009 | Smrt čeká všude                          | seržant J. T. Sanborn       | African-American Film Critics Association v kategorii nejlepší filmový herec ve vedlejší roli Alliance of Women Film Journalists v kategorii nejlepší obsazení Black Reel Award v kategorii nejlepší filmový herec ve vedlejší roli Gotham Independent Film Award v kategorii nejlepší obsazení Washington D.C. Area Film Critics Association Award v kategorii nejlepší obsazení nominace – Independent Spirit Award v kategorii nejlepší filmový herec ve vedlejší roli nominace – NAACP Image Award v kategorii nejlepší filmový herec ve vedlejší roli nominace – Online Film Critics Society Award v kategorii nejlepší filmový herec ve vedlejší roli nominace – Screen Actors Guild Award v kategorii nejlepší obsazení (drama) nominace – Washington D.C. Area Film Critics Association Award v kategorii nejlepší filmový herec ve vedlejší roli |
| 2009 | American Violet                          | Eddie Porter                | |
| 2009 | The Notorious B.I.G.                     | Tupac Shakur                | |
| 2009 | Květ pouště                              | Harold Jackson              | |
| 2010 | Night Catches Us                         | Marcus Washington           | Black Reel Awards v kategorii nejlepší herec nominace – Black Reel Award v kategorii nejlepší obsazení nominace – NAACP Image Awards v kategorii nejlepší herec |
| 2011 | Správci osudu                            | Harry Mitchell              | nominace – Black Reel Awards v kategorii nejlepší herec ve vedlejší roli nominace – NAACP Image Award v kategorii nejlepší herec ve vedlejší roli |
| 2011 | 10 Years                                 | Andre Irine                 | |
| 2011 | Co ty jsi za číslo?                      | Tom Piper                   | |
| 2011 | Ocelová pěst                             | Finn                        | |
| 2012 | Muž na hraně                             | Mike Ackerman               | |
| 2012 | Abraham Lincoln: Lovec upírů             | William H. Johnson          | |
| 2013 | Gangster Squad – Lovci mafie             | Coleman Harris              | |
| 2013 | Stará křivda                             | Tommy Carter                | |
| 2013 | Pot a krev                               | Adrian Doorbal              | |
| 2013 | The Fifth Estate                         | Sam Coulson                 | |
| 2013 | Hra na hraně                             | Agent Eric Shavers          | |
| 2013 | The Inevitable Defeat of Mister & Pete   | Kris                        | |
| 2014 | Captain America: Návrat prvního Avengera | Sam Wilson / Falcon         | nominace – Cena Saturn v kategorii nejlepší herec ve vedlejší roli nominace – Teen Choice Award v kategorii filmový zloděj scén |
| 2014 | Black and White                          | Jeremiah Jeffers            | |
| 2014 | Úkryt                                    | Tahir                       | |
| 2015 | Kdo věří na lásku                        | Bryan                       | |
| 2015 | Avengers: Age of Ultron                  | Sam Wilson / Falcon         | nominace – MTV Movie Award v kategorii nejlepší obsazení |
| 2015 | Ant-Man                                  | Sam Wilson / Falcon         | |
| 2015 | Vítězství je naše                        | Ben                         | |
| 2015 | Trable o Vánocích                        | strážník Percy Williams     | |
| 2015 | Byla to divoká noc                       | Chris Roberts               | |
| 2016 | Triple 9                                 | Marcus Belmont              | |
| 2016 | Captain America: Občanská válka          | Sam Wilson / Falcon         | nominace – Teen Choice Award v kategorii nejlepší filmová chemie (společně s Chrisem Evansem, Sebastianem Stanem, Paulem Ruddem, Elizabeth Olsen a Jeremy Rennerem) nominace – Kids' Choice Award v kategorii nejlepší parta |
| 2017 | Černobílá spravedlnost                   | Karl Greene                 | |
| 2018 | Avengers: Infinity War                   | Sam Wilson / Falcon         | |
| 2018 | Nenávist, kterou jsi probudil            | King                        | |
| 2019 | IO                                       | Micah                       | |
| 2019 | Přes hranice                             | Jimmy                       | |
| 2019 | Avengers: Endgame                        | Sam Wilson / Falcon         | |
| 2019 | Synchronic                               | Steve                       | |
| 2019 | Seberg                                   | Hakim Jamal                 | |
| 2019 | Point Blank                              | Paul                        | |
| 2020 | Žena v okně                              | Ed Fox                      | |
| —    | The Blue Mauritius                       | Peter                       | |
| —    | Signal Hill                              | Johnnie Cochran             | |
| —    | The Banker                               | Bernard Garrett             | |

### Televize
| Rok  | Název                            | Role                                  | Poznámky                                                                                   |
| ---- | -------------------------------- | ------------------------------------- | ------------------------------------------------------------------------------------------ |
| 2002 | Kdyby…                           | Bar Patron                            | díl: „Seven“                                                                               |
| 2003 | Zákon a pořádek: Zločinné úmysly | Carl Hines                            | díl: „Morální zásady“                                                                      |
| 2004 | Sucker Free City                 | K-Luv (Keith)                         | TV film nominace – Black Reel Award v kategorii nejlepší seriálový herec: TV film/kabelový |
| 2010 | 30 for 30                        | vypravěč                              | díl: „The Best That Never Was“                                                             |
| 2016 | All the Way                      | Martin Luther King Jr.                | TV film                                                                                    |
| 2018 | Animals.                         | Receipt (hlas)                        | 2 díly                                                                                     |
| 2019 | Černé zrcadlo                    | Danny                                 | díl: „Striking Vipers“                                                                     |
| 2019 | Půjčovna masa                    | Takeshi Kovacs                        | hlavní role (2. řada), 8 dílů                                                              |
| 2021 | Falcon a Winter Soldier          | Sam Wilson / Falcon / Captain America | minisérie, 6 dílů                                                                          |

### Videohry
| Rok  | Název    | Role     |
| ---- | -------- | -------- |
| 2018 | NBA 2K19 | sám sebe |